# Англо-американская конвенция (1818)
Англо-американская конвенция 1818 года, Договор 1818 года (англ. Treaty of 1818) — международный договор между США и Британской империей, подписанный в Лондоне 20 октября 1818 года и определивший границу между независимыми США и центральной частью Британской Северной Америки.
Данная конвенция была заключена вслед за соглашением о взаимной демилитаризации Великих озёр 1817 года. В апреле 1818 года было также заключено соглашение о правах стран на рыболовные угодья.
Для простоты, государственная граница между двумя странами была спрямлена и прошла строго по 49-й параллели от Лесного озера до Скалистых гор. Часть американской территории в бассейне реки Милк-Ривер была отдана Канаде и стала частью провинции Южная Альберта.
Примечательно, что в октябре Великобритания также подтвердила свои обязательства относительно беглых рабов из США, хозяевам которых британская администрация согласилась либо выплачивать компенсацию, либо же депортировать рабов обратно их законным владельцам.
Более западные территории Орегона остались в американо-британском совладении, что продолжало вызывать взаимные претензии. Только Орегонский договор, заключённый 15 июня 1846 года, положил конец территориальным спорам между двумя странами, так как американо-канадская граница прошла от Атлантического до Тихого океана.